# 瓦庫斯塔 (密西根州)
瓦庫斯塔（英語：Wacousta）是位於美國密西根州克林頓縣的一個普查規定居民點。

## 人口
根據2020年美國人口普查的數據，瓦庫斯塔的面積為23.29平方千米，當中陸地面積為23.09平方千米，而水域面積為0.20平方千米。當地共有人口1532人，而人口密度為每平方千米65.78人。